# El Fadrí de Sau
Jaume Melianta (o Malianta), El Fadrí de Sau, fou un bandoler català que, per raó del lloc de naixença, fou anomenat així.
Formà part de la quadrilla de Joan de Serrallonga, del qual fou lloctinent. Davant una ofensiva organitzada pel duc de Feria, lloctinent de Catalunya (1630), passà a França, on fou detingut l'any 1631 –amb altres bandolers, entre els quals el seu germà Rafel– per Oliver de Gleu, senyor del castell de Durban, que rebé 900 lliures per la captura dels bandolers.
Va ser lliurat a les autoritats reials i va condonar la pena capital pel seu enviament a galeres gràcies a les confessions que va fer sobre l'activitat d'en Serrallonga, els homes de la quadrilla i els fautors i col·laboradors del bandoler.